# Alexander Zorniger
Alexander Zorniger (født 8. oktober 1967 i Mutlangen, Tyskland) er en tysk fodboldtræner og tidligere fodboldspiller. Han er træner for den danske klub OB.[kilde mangler]

## Karriere som træner

### Tidlige karriere
Zorniger startede sin trænerkarriere som træner i Normannia Gmünd, assisterende træner i VfB Stuttgart og træner i Sonnenhof Großaspach.

### RB Leipzig
Zorniger blev træner for RB Leipzig den 3. juli 2012. Han førte holdet gennem en sæson, hvor de var ubesejret i alle turneringer. De sluttede sæsonen i ligaen med 21 sejr og ni uafgjorte, hvorfor de kom med i play-off for at rykke op; holdet vandt den første kamp 2-0 og spillede returkampen 2-2. De slog også Chemnitzer FC i finalen af Saxony Cup.
Han blev fyret den 11. februar 2015.

### Tilbage til VfB Stuttgart
Den 25. maj 2015 blev det annonceret på en pressekonference, at Zorniger havde skrevet under på en kontrakt som cheftræner for holdet gældende frem til sommeren 2018. Han blev fyret den 24. november 2015, efter Stuttgart tabte 4-0 til FC Augsburg.

### Brøndby IF
Brøndby IF offentliggjorde den 17. maj 2016, at klubben havde hyret Zorniger som ny træner. Han skrev under på en toårig aftale.
Han fik sin officielle debut som træner for Brøndby IF den 30. juni, da holdet slog Valur fra Island 1-4 ude i første runde af kvalifikationen til Europa League. En uge senere vandt Brøndby 6-0 hjemme på Brøndby Stadion. Den 17. juli fik han sin debut i Superligaen med en 4-0-sejr over Esbjerg fB. Den 4. august slog Zorniger og holdet hans tidligere klub Hertha BSC i tredje runde af kvalifikationsfasen til Europa League med en samlet sejr på 3-2 efter et 0-1-nederlag i Berlin en uge tidligere. Brøndby slog den 21. august AGF med 7-0 på Ceres Park, hvilket samtidig var AGF's største nederlag i klubbens Superligahistorie. Senere i samme måned spillede holdet 1-1 hjemme mod ærkerivalerne fra F.C. København i New Firm. Holdet tabte dog første kamp i Superligaen den 18. september med et 2-1-nederlag hjemme til Viborg FF.
Zorniger blev fyret fra Brøndby IF den 18. februar 2019.

## Titler

### Træner
Brøndby IF
- DBU Pokal: 10 Maj 2018

RB Leipzig
- 3. Liga: 2013–14
- Regionalliga Nordost: 2012–13
- Saxony Cup: 2012–13